# Хотон-нур
Хотон-Нуур (монг. Хотон нуур) —  прісноводне озеро,  розташовано на заході Монголії в аймаку Баян-Улгий в горах Монгольського Алтаю на висоті 2083 м, в 120 км на захід від Улгия. Глибина — 58 м. Завдовжки — 22 км і завширшки до 4 км. Взимку замерзає. 
Околиці озера доволі густо заселені пастухами, пасуться отари кіз, баранів, коней, яків, верблюдів. З риб у озері водиться харіус та інші види.

На західному березі ростуть листяні ліси. Протокою Сиргаль озеро з’єднано з озером Хургон-Нуур. Озеро розташовано на території національного парку Алтай-Таван-Богд тому для відвідин озера необхідно перепустку, яку можна придбати в будь-якій туристичній фірмі у місті Улгий. 
В озеро впадають дві річки, що беруть свій початок з льодовиків гірського масиву Таван-Богдо-Ула. Протокою Сиргаль озеро з'єднане з оз. Хургон-Нуур, з якого бере свій початок річка Кобдо.
В озері є острів площею 0,5 км², який покритий лісом.